# Aafje
Aafje is een Nederlandstalige voornaam. De onverkleinde vorm Aaf wordt ook gebruikt.
De naam is oorspronkelijk Fries en heeft ongeveer dezelfde betekenis als de naam Afra. In het Hebreeuws betekent afra "stof". De naam kan ook zijn afgeleid van Ave (dat waarschijnlijk is afgeleid van de naamstam -alf: elf, natuurgeest).

## Bekende naamdraagsters
- Aafje Heynis (zangeres)
- Afra van Augsburg (heilige)